# Björn Wilde

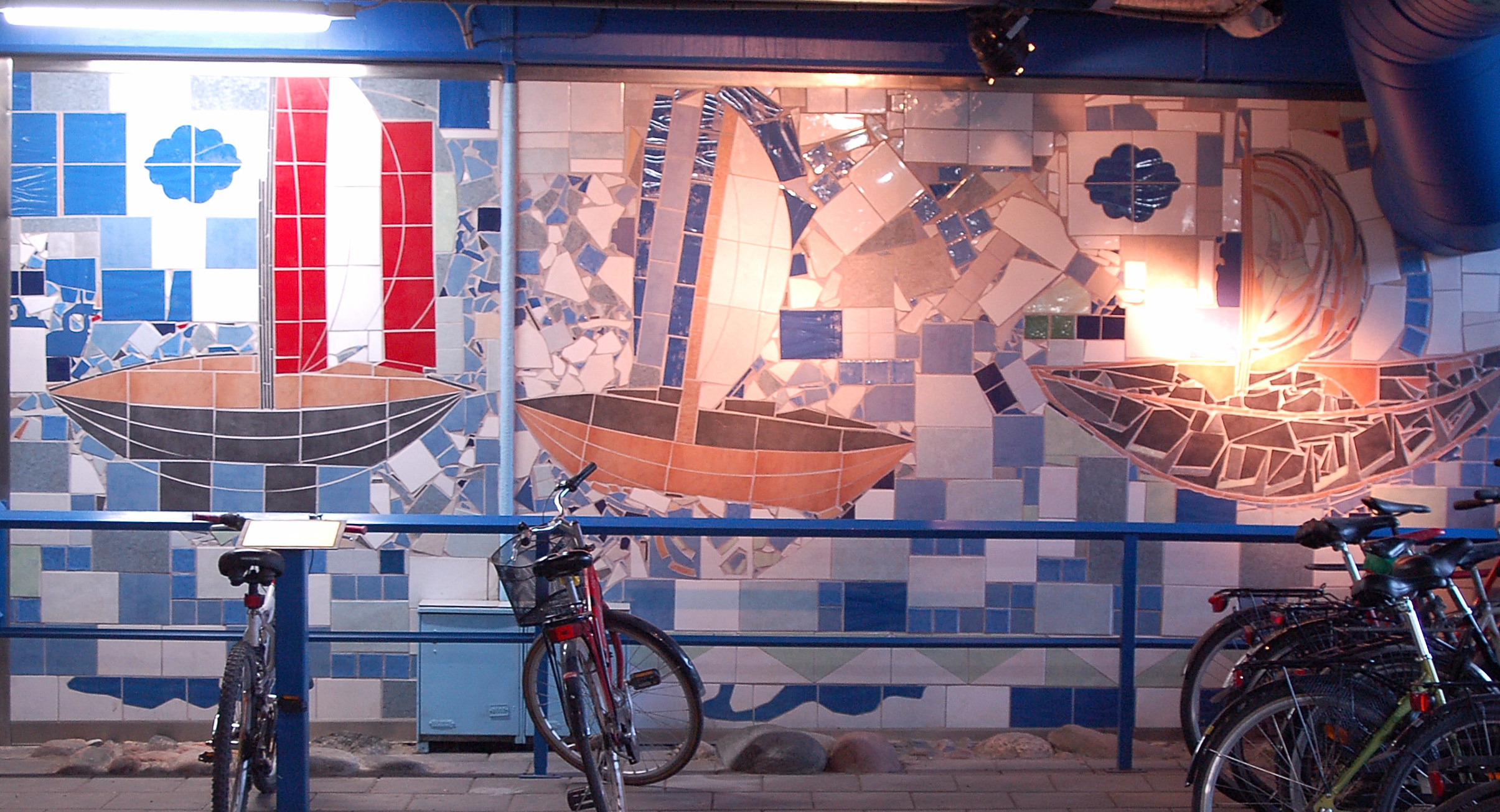
Björn Wildes BlueCorner i Orrholmsgaraget Karlstad

Björn Wilde Wildebro, även verksam under namnet Björn O Wilde, född 1933 i Skellefteå, död 2008 i Kristinehamn, var en svensk målare och författare.[källa behövs]
Wilde var som konstnär autodidakt men fick en viss vägledning av Hannes Wagnstedt när han inledde sin konstnärsbana. För att utveckla sig inom konsten reste han på studieresor inom landet och till Spanien, Frankrike och Polen.
Wilde var en av deltagarna i konstprojektet i Orrholmsgaraget 2004, där utförde han det drygt 30 kvm stora mosaikkonstverket Blue Corner. 
Hans konst består av romantiska-realistiska landskap, figurkompositioner, samt vatten. Vid sidan av målandet har han även författat poesi och lyrik och har utkommit med tre diktsamlingar.
Wilde är representerad på Kristinehamns sjukhus, Hotell Gösta Berling i Karlstad, BPA i Umeå,  Melins Metall i Anderstorp, Orrholmsgaraget i Karlstad samt i Spanien, Frankrike, Polen och USA.